# Поза лотоса
По́за ло́тоса (тур. bağdaş — скрестив ноги) — одна из основных асан для медитации. Является базовой основой для любых комплексов асан. Её положение — сидя, скрестив ноги, положив стопы поперечными сводами на противоположные бёдра. Используется йогинами со времён древней Индии под названием падмасана (IAST: padmāsana дев. पद्मासन); используется даосами и последователями буддизма в процессе дхъяны, в том числе под названием кэккафудза (яп. 結跏趺坐) в школе дзен (в ходе созерцательной практики дзадзен). 
Название происходит от цветка лотоса который является в буддизме и индуизме сакральным символом («Падма») олицетворяющим чистоту, мудрость, духовное совершенство.
Известными изображениями позы лотоса являются изображение Шивы, медитирующего аскетического бога индуизма, и Сиддхартхи Гаутамы, основателя буддизма.

## Назначение
Позиция лотоса используется для того чтобы удерживать тело устойчивым в течение длительного периода времени. Стабилизированные тело и ум становятся первым шагом к медитации. Осанка оказывает давление на нижнюю часть позвоночника, что может способствовать релаксации. Дыхание может замедлиться, снижается мышечная напряжённость и падает кровяное давление.

## Позиция
Одна нога находится на вершине противоположного бедра, пятка близко к животу. Другая нога помещается на противоположном бедре симметрично.
Колени касаются земли. Туловище находится в равновесии, с прямым позвоночником. Туловище расположено по центру, над бёдрами. Язык опирается на нёбо. Руки могут лежать на коленях с применением мудры. Руки находятся в расслабленном состоянии со слегка согнутыми локтями.
Глаза могут быть закрытыми, тело расслаблено, с осознанием общей позы. Корректировки производятся до баланса и выравнивания на опытных. Положение должно быть естественным и комфортным, без каких-либо резких болей.
Для удобства можно использовать подушки (дзафу) или маты (дзабутон). Сидеть следует на переднем крае подушки или коврика для того, чтобы склониться вперёд, чтобы облегчить нагрузку на позвоночник и обеспечить необходимую поддержку. Только самые гибкие люди могут добиться этого в асанах без поддержки таза (Далай-лама советует не делать этого).

## Вариации
Поза полулотоса (Ардхападмасана) — упрощённая поза, на бедре находится лишь одна стопа; стопы меняются местами если устали.

## Противопоказания и критика
Те, кто не имеет достаточной гибкости, чтобы держать оба колена у земли, когда сидят в полной позе лотоса, не должны пользоваться ей, пока не достигнут достаточной растяжки, так как идёт большая нагрузка на колени и нижнюю часть спины. Другие асаны при медитации показаны для развития достаточной гибкости, чтобы впоследствии комфортно сидеть в позе лотоса. При пояснично-крестцовом радикулите, инфекциях и травмированных коленях противопоказаны сукхасана, сиддхасана или использовать подушку для облегчения сидения.